# 真由子
真由子（まゆこ、本名：加藤 真由子、1974年3月18日 - ）は、東京都出身の日本の女優、ジャズシンガーである。所属事務所はグランパパプロダクションであると同時に同会社の筆頭株主。

## 来歴・人物
父親は津川雅彦、母親は朝丘雪路。なお、異父兄（朝丘の前夫との間に出生した男児）が1人いる。
生後5か月の1974年8月15日、自宅2階で寝ていたところを身代金目的の23歳の男に誘拐されている（津川雅彦長女誘拐事件）。41時間後に犯人宅で保護された。
曽祖父は、牧野省三と加藤伝九郎（狂言作者）。祖父は沢村国太郎（俳優）と伊東深水（日本画家）。マキノ智子（女優）は祖母。俳優の長門裕之は伯父、女優の南田洋子は伯母。
成人後も父と一緒に入浴していた。そのため、もし彼女に彼氏が出来たとしても「（娘の彼氏という立場の男を）好きになれるはずがない」と、父は断固娘の恋人を拒否し続けていた。
デビューする以前から後藤久美子とは親友であり、後藤が暮らすジュネーブへ遊びに行くことも多々ある。
一時期サラエンタテインメントに所属していたが、父が生前は社長も兼務したことがあり、母の朝丘も所属していたグランパパプロダクションに在籍している。
2018年4月27日に母親の朝丘、同年8月4日に父親の津川が相次いで死去。父が亡くなる直前の同年6月に俳優の友山裕之助と結婚していたことが判明した。
2019年、シンガー宣言をして東京エキゾチカ with 真由子名義で歌手活動を開始。奥渋にライブレストラン「MY ROOM」を開店するも、コロナ禍になり閉店する。
2020年7月17日、YouTubeチャンネル「IMDrive」に家元だった母が考案した日本舞踊「深水流」の基礎舞踊の動画をアップロードした。約一分程度のもので日常生活で使わない筋肉を使うため、新型コロナウイルス感染症流行の影響による自粛生活で運動不足になっている人々の健康維持に役立ててほしいという。深水流は母の療養により活動休止になっているが、再興したい意向で準備中である。
2024年に2軒目となるライブレストラン『MY and only』を赤坂にて開店。

## 出演

### テレビドラマ
- 月曜ドラマスペシャル 弁護士芸者のお座敷事件簿5（2000年、TBS）
- サラリーマン金太郎3（2002年、TBS）
- 天国への階段（2002年、よみうりテレビ）
- 女と愛とミステリー 優雅な悪事2（2003年、テレビ東京）
- 月曜ミステリー劇場 弁護士迫まり子の遺言作成ファイル5（2003年、TBS） - 山野暁子 役
- 刑事☆イチロー（2003年1月-3月、TBS） - 井川稲子 役
- 異議あり!女弁護士大岡法江 第7話（2004年、テレビ朝日）
- 功名が辻（2006年、NHK） - やや 役
- さくら署の女たち 第5話（2007年、テレビ朝日）
- 4姉妹探偵団 第3話（2008年、テレビ朝日）
- 花衣夢衣 第44,45話（2008年、東海テレビ） - 女性客 役
- 月曜ゴールデン 西村京太郎サスペンス 探偵左文字進12「凶器の隠し場所」（2008年、TBS） - 歌手 役
- テレビ朝日50周年ドラマスペシャル 警官の血（2009年2月8日、テレビ朝日） - 中田恭子 役
- パナソニック ドラマシアター『水戸黄門』第40部 第4話 「赤と青、風車の秘密・米沢」（2009年8月17日、TBS） - みち 役
- 松本清張ドラマスペシャル・霧の旗（2010年3月16日、日本テレビ） - 恵子 役
- 遺留捜査 第8話（2011年6月1日、テレビ朝日）
- 大岡越前  2013年度（第1期）第5話 「お奉行様の荒療治」（2013年6月8日、NHK BSプレミアム） - おみの 役
- 木曜時代劇 銀二貫 第7話（2014年5月22日、NHK） - 茶屋娘 役
- ぼんくら（2014年、NHK） - お絹 役
- 子連れ信兵衛（2015年、NHK BSプレミアム） - おたえ 役
  - 子連れ信兵衛2（2016年、NHK BSプレミアム） - おたえ 役
- 大岡越前 2020年度（第5期）第5話 「すばらしき人生」（2020年2月7日、NHK BSプレミアム） - おさき 役

### 映画
- ゴジラ・モスラ・キングギドラ 大怪獣総攻撃（2001年） - 富田 役[1]
- 組葬（2002年）
- いつかA列車に乗って（2003年）
- 寝ずの番（2006年）- 父・津川の監督第一作に出演
- ひいろ（2006年）
- 次郎長三国志（2008年） - 大野の鶴吉の女房おきん 役 / 父・津川の監督作に母・朝丘と共に出演
- 旭山動物園物語 ペンギンが空をとぶ（2009年）- 父・津川の監督作に出演
- 陽光桜 YOKO THE CHERRY BLOSSOM（2015年）- 父・津川と共演
- ゆずの葉ゆれて（2016年）- 父・津川と親子役で共演
- 昭和最強高校伝 國士参上!!（2016年）- ビリヤード屋 役 / 父・津川と共演
- シンペイ〜歌こそすべて（2025年1月10日） - 佐藤千夜子 役[6]

### 舞台
- 朝倉薫演劇団「スタント」（2011年5月16日-22日、池袋シアターKASSAI） - 里中みちる 役
- 男の花道（2012年、ル テアトル銀座）- 父・津川の演出作に出演
- 花や…蝶や…（2014年、 東京芸術劇場 シアターイースト）- 父・津川や母の朝丘と共演
- OH！MY GOD！（2018年、築地ブディストホール）